# Generation X (banda)
Generation X foi uma banda inglesa de punk rock formada em Londres no ano de 1976 por Billy Idol, Tony James e John Towe.

## Biografia
Três membros do Generation X eram da formação da banda Chelsea liderada pelo vocalista Gene October, ao romperem com October escolheram o nome de sua nova banda através do título de um livro de sociologia da mãe de Billy Idol. Idol mudou da guitarra para os vocais, e Bob "Derwood" Andrews entrou como guitarrista.
Essa banda participou do tumulto do Fulham Art Center, em 1976, onde Billy Idol conheceu Bob Andrews. Generation X fez seu primeiro concerto em 21 de Dezembro de 1976 na The Roxy, tornando-se a primeira banda a tocar no local.
O Generation X foi uma das primeiras bandas de punk rock a aparecer no programa Top of the Pops, da BBC. Ao contrário de outras bandas punk, o Generation X ignorou algumas das 'regras' e 'ideais' adotados por bandas de rock do Reino Unido, seu punk foi inspirado no pop britânico dos anos 1960.
Em 1979 foram surgindo algumas diferenças musicais que os integrantes tentaram resolver pois queriam permanecer fiel às suas raízes punk ao perseguir um som mais pesado do rock. Desentendimentos internos vieram à tona no final de 1979, durante a gravação do que era para ter sido seu terceiro álbum. Este foi lançado décadas mais tarde, como parte do conjunto de Anthology.
Em 1980, Andrews e Laff deixaram a banda, sendo substituídos por Terry Chimes, ex-baterista do Clash, e James Stevenson, ex-guitarrista da Chelsea. A banda fez um lançamento final, Kiss Me Deadly em 1981, abreviado seu nome para Gen X. Kiss Me Deadly incluiu uma versão de "Dancing with Myself", registrado pela primeira vez como parte de Sweet Revenge. com Andrews e Laff, e Idol, que viria a incluir em seu primeiro EP como artista solo.
Idol passou a seguir carreira solo em Nova Iorque, onde ele se tornou uma estrela pop substancial. James, mais tarde, formou o Sigue Sigue Sputnik. Chimes voltou ao The Clash.

## Discografia

### Álbuns de estúdio
- 1978: Generation X
- 1979: Valley Of The Dolls
- 1979: Sweet Revenge (relançado em 2003)
- 1981: Kiss Me Deadly

### Compilações
- 1985: Perfect Hits 1975-81
- 2002: Radio 1 Sessions
- 2003: Anthology
- 2003: BBC Live: One Hundred Punks
- 2005: Live

### Singlese EPs

#### Singlesem vinil de 7 polegadas
- "Your Generation"
- "Wild Youth"
- "Ready Steady Go"
- "King Rocker"
- "Valley Of The Dolls"
- "Friday's Angels"
- "Dancing with Myself"

#### Singles/EPs em vinil de 12 polegadas
- "Dancing With Myself"
- "Dancing With Myself EP"
  - "Dancing With Myself"
  - "Untouchables"
  - "Rock On"
  - "King Rocker"
- "Dancing With Myself"